# Axel Öhgren
Axel Öhgren ist ein ehemaliger schwedischer Radsportler, der in den 1950er Jahren Straßenradsport betrieb.  
Öhgren betrieb den Straßenradsport als Amateur. Seinen ersten großen Erfolg feierte er bei den 1953er schwedischen Meisterschaften der Straßenfahrer, als er den Titel im 150-Kilometer-Einzelrennen gewann. Im selben Jahr beteiligte er sich erstmals an den Sexdagarsloppet, der Schweden-Rundfahrt, und erreichte in der Gesamtwertung Platz 14. Bei dem gleichen Rennen kam Öhgren 1954 auf den 15. und 1956 auf den 22. Platz. 1955 nahm er an der Österreich-Rundfahrt teil, die er als Achter beendete. Ein Jahr später wurde er bei dieser Rundfahrt 14. Bei dem 1956er Östgötaloppet, dem ältesten schwedischen Eintagesrennen kam er als Sieger ins Ziel. 1956 und 1957 siegte er im Solleröloppet. 1957 wurde Öhgren für die schwedische Nationalmannschaft nominiert, die sich an dem Dreiländer-Etappenrennen Internationale Friedensfahrt beteiligte. Er gewann zwar die erste Etappe, wurde auf dem vierten Tagesabschnitt Zweiter, fiel dann aber zurück und wurde in der Gesamteinzelwertung als Vierter unter fünf gewerteten Schweden nur 41.